# Böhönye
Böhönye är en ort i Ungern. Den ligger i provinsen Somogy, i den västra delen av landet, 170 km sydväst om huvudstaden Budapest. Böhönye ligger 162 meter över havet och antalet invånare är 2 437.
Terrängen runt Böhönye är platt. Runt Böhönye är det ganska glesbefolkat, med 40 invånare per kvadratkilometer. Närmaste större samhälle är Marcali, 19,2 km norr om Böhönye. Trakten runt Böhönye består till största delen av jordbruksmark.